# Joe Ashley
John "Joe" Ashley (10 tháng 6 năm 1931 – 24 tháng 8 năm 2008) là một cựu cầu thủ bóng đá người Anh thi đấu ở vị trí thủ môn.

## Sự nghiệp
Sinh ra ở Clowne, Derbyshire, Ashley gia nhập York City từ Frickley Colliery vào tháng 10 năm 1950. Ông có 9 lần ra sân ở giải vô địch cho câu lạc bộ và rời đi ngay trong mùa giải.